# Yves Boivineau
Yves Jean Marie Arsène Boivineau (ur. 21 lutego 1947 w Les Herbiers) – francuski duchowny katolicki, biskup Annecy w latach 2001-2022.

## Życiorys
Święcenia kapłańskie otrzymał 23 czerwca 1973 i został inkardynowany do diecezji Luçon. Po pięciu latach pracy w parafii w Challans wyjechał do Rzymu i podjął studia na Papieskim Uniwersytecie Gregoriańskim, ukończone dwa lata później. Po powrocie do Francji pełnił funkcje dyrektora seminarium w Angers (1980-1993) oraz wikariusza biskupiego
pasterskiej strefy Wandei (1993-2001).
7 maja 2001 papież Jan Paweł II mianował go ordynariuszem diecezji Annecy. Sakry biskupiej udzielił mu 26 sierpnia 2001 kard. Louis-Marie Billé.
27 czerwca 2022 papież Franciszek przyjął jego rezygnację z zarządzania diecezją, złożoną ze względu na osiągnięcie pięć miesięcy wcześniej wieku emerytalnego.